# ロールス・ロイス スペイ
 RB.168 スペイ（英語：RB.168 Spey）はロールス・ロイスが生産した低バイパス型のターボファンエンジンである。40年以上にわたって使用されている。名前はロールスロイスの慣例に従いスペイ川に由来する。
1950年代末に民間用ジェット旅客機用に開発された。のちに軍用航空機にも使用されたほか、ガスタービンエンジンとして船舶用にもマリーン・スペイ（Marine Spey ）として搭載された。更に民間航空機用の新型エンジンであるテイの基礎にもなった。航空用の基本モデルは5,000万時間の飛行時間を達成している。

## 設計と開発
1954年、ロールスロイスは最初の商業用バイパスエンジンである推力21,000 ポンド(94 kN)のロールス・ロイス コンウェイを発売した。当時最大だった。しかし小型のシュド・カラベル, BAC 1-11 や ホーカー・シドレー トライデントには大きすぎたので、より小型のエンジンを開発することになった。
RB.163（RB；ロールス・ロイス バロノーズウィック、後に原型のローバーワークスのバロノーズウィックに由来する。）のバイパス比は0.64:1であった。
1964年に運用開始され、1-11 と トライデント両方に搭載された。1960年代を通していくつかのより強力な派生型が作られたが、1970年代に入ると、よりバイパス比が大きく燃費の良いターボファンエンジンの台頭により、民間機用としての運用は終了した。それでもなお、スペイは1980年代に騒音規制によりヨーロッパの空港から姿を消すまでは、軍民を問わず広範囲に使用されていた。
一方、船舶用は導入が伸び悩み、ライセンス生産を行った川崎重工業が改善等の提案を行ったものの交渉は難航、最終的には2012年12月に事業譲渡の契約を締結して国産化100％の権利を獲得した。

## 搭載航空機
アメリカ合衆国
- グラマン ガルフストリーム II
- ガルフストリーム III
- A-7D/E コルセアII（アリソン TF41×1基）

 イギリス
- BAC 1-11
- ブラックバーン バッカニア（Mk.101×2基）
- ファントムFG.1/FGR.2（Mk.202×2基）
- BAE ニムロッド（Mk.250×4基）

 中華人民共和国
- JH-7（Mk.202×2基）

 ブラジル /  イタリア
- AMX（Mk.807×1基）

 オランダ
- フォッカー F28

## 搭載艦
CODOG方式
- あぶくま型護衛艦（SM1A）
- カレル・ドールマン級フリゲート（SM1A）
- デ・ゼーヴェン・プロヴィンシェン級フリゲート（SM1C）

COGAG方式
- 単機種
  - あさぎり型護衛艦（SM1A）
  - あきづき型護衛艦（2代目）（SM1C）
  - ましゅう型補給艦（SM1C）
- LM2500との組み合わせ
  - むらさめ型護衛艦（SM1C）
  - たかなみ型護衛艦（SM1C）
- タインとの組み合わせ
  - 22型フリゲート バッチ3（SM1A）

CODLAG方式
- 23型フリゲート（SM1A）、後期建造艦（SM1C）

## 関連
- 航空用エンジンの一覧
- スラストSSC